# Two Tribes
«Two Tribes» — песня, записанная британской группы Frankie Goes to Hollywood, выпущенная как отдельный сингл и позднее включённая в их дебютный студийный альбом Welcome to the Pleasuredome, вышедшего в 1984 году. Two Tribes достиг № 1 в UK Singles Chart и получил номинации на MTV Video Music Awards 1985 года. Песня вошла в саундтрек популярной видеоигры Grand Theft Auto: Vice City.

## История
Сингл имел большой успех в Великобритании, сразу поднявшись на первое место 10 июня 1984 года и оставаясь во главе хит-парада 9 недель подряд, в то время как их предыдущий сингл «Relax» снова поднялся вверх на второе место. Это стало самым долгим нахождением на № 1 в Великобритании в 1980-х годах. К ноябрю 2012 года тираж составил 1,58 млн копий в Соединённом Королевстве. Композиторы и авторы песни Johnson, Gill и O’Toole получили в 1984 году премию Ivor Novello Awards в категории Best Song Musically and Lyrically. В 2015 году эта песня находилась на 14-м месте среди самых любимых песен № 1 80-х годов по мнению народа Великобритании по итогам опроса, проведённого на канале ITV.
Видеоклип «Two Tribes» получил номинацию MTV Video Music Awards 1985 года в категории Лучшее видео дебютанта. В клипе изображен рукопашный поединок между тогдашними президентом США Рональдом Рейганом и генеральным секретарем ЦК КПСС Константином Черненко, в конечном итоге вылившийся во всеобщее разрушение .

## Список композиций
- «Two Tribes» (авторы Gill/Johnson/O’Toole)
- «War» (авторы Strong/Whitfield)
- «One February Friday» (авторы Gill/Johnson/Morley/Nash/O’Toole/Paul Rutherford)

### 7": ZTT / ZTAS 3 United Kingdom
1. «Two Tribes» (Cowboys And Indians) — 3:57
2. «One February Friday» (Doctors And Nurses) — 4:55

### 7": ZTT / P ZTAS 3 United Kingdom
1. «Two Tribes» (We Don’t Want To Die) — 4:10
2. «One February Friday» (Only Bullets Can Stop Them Now) — 4:55

### 12": ZTT / 12 ZTAS 3 United Kingdom
1. «Two Tribes» (Annihilation) — 9:08
2. «War» (Hide Yourself) — 4:12
3. «One February Friday» [abridged] — 1:46
4. «Two Tribes» (Surrender) — 3:46
5. ["The Last Voice"] — 1:14

### 12": ZTT / 12 XZTAS 3 United Kingdom
1. «Two Tribes» (Carnage) — 7:54
2. «War» (Hide Yourself) — 4:12
3. «One February Friday» [abridged] — 1:46
4. «Two Tribes» (Surrender) — 3:46
5. ["The Last Voice"] — 1:14

### 12": ZTT / WARTZ 3 United Kingdom
1. «War» (Hidden) — 8:33
2. «Two Tribes» (Carnage) — 7:54
3. «One February Friday» [abridged] — 1:46

### 12": ZTT / X ZIP 1 United Kingdom
1. «Two Tribes» (Hibakusha) — 6:38
2. «War» (Hide Yourself) — 4:12
3. «One February Friday» [abridged] — 1:46
4. «Two Tribes» (Surrender) — 3:46
5. ["The Last Voice"] — 1:14

- Limited to 5,000 copies.

### MC: ZTT / CTIS 103 United Kingdom
1. ["Have Sex With As Many Objects As Possible"] — 1:04
2. «Two Tribes At Madison Square Garden» — 3:11
3. «The Carnage / The Annihilation» — 12:05
4. «One February Friday» — 1:08
5. «War» (Somewhere Between Hiding And Hidden) [identical to «War» (Hide Yourself)] — 4:12
6. «War Is Peace» — 0:28

## Номинации и награды
| 1985                                      |           |
| «The Glamorous Life»                      |           |
| MTV Video Music Award for Best New Artist | Номинация |

## Позиции в хит-парадах
| Страна                          | Высшая позиция |
| ------------------------------- | -------------- |
| Австралия                       | 4              |
| Бельгия                         | 1              |
| Канада                          | 6              |
| Франция                         | 22             |
| Япония                          | 3              |
| Германия                        | 1              |
| Греция                          | 1              |
| Италия                          | 15             |
| Ирландия                        | 1              |
| Нидерланды Dutch Top 40         | 1              |
| Новая Зеландия                  | 1              |
| Норвегия                        | 4              |
| Швеция                          | 9              |
| Швейцария                       | 4              |
| Великобритания UK Singles Chart | 1              |
| США Billboard Hot 100           | 43             |

| Чарт (1984)                  | Позиция |
| ---------------------------- | ------- |
| Великобритания (Gallup Poll) | 4       |